# Гарибалд II
Гарибалд II (Garibald II., Garibaldus; * 585, † 630) e херцог на Бавария от 610 до 630 г.

## Биография
Произлиза от фамилията Агилолфинги. Син е на херцог Тасило I.
Гарибалд II се жени за Геила, дъщеря на Гизулф II от Фриули и Ромилда.
Както баща му и той се бие срещу славянските си съседи. Победен е от славяните при Агунтум в Източен Тирол и територията на Бавария е плячкосана. По-късно той ги изтласква отчасти обратно.
Наследник му става херцог Фара (630 – 640).